# Светлана Лобода
Светлана Сергејевна Лобода (укр. Світлана Сергіївна Лобода, рус. Светлана Сергеевна Лобода; рођена 18. октобар 1982. у Кијеву), познатија као Loboda, је украјинска певачица.
Светлана Лобода је била представница Украјине на Песми Евровизије 2009. у Москви и заузела је 12. место у финалу са песмом „Be My Valentine! (Anti-Crisis Girl)“.

## Дискографија

### Албуми
- Ты не забудешь (2005)
- Не Ма4о (2008)
- H2LO (2017)
- SOLD OUT (2019)